# Port de Loviisa
Le port de Loviisa (finnois : Loviisan satama, LOCODE:FI LOV) est un port situé à Loviisa en Finlande

## Présentation
Situé sur la rive nord du golfe de Finlande, le port de Loviisa est un centre de services flexible spécialisé dans l'industrie forestière mécanique et le vrac sec. 
Loviisa est située à 70 km d'Helsinki, moins de 100km de la frontière entre la Finlande et la Russie et à seulement 77 km de l'artère logistique, le Ring III.
En 2018, le trafic total dans le port de Loviisa s'est élevé à 795 000 tonnes, soit 5 % de plus que l'année précédente. Le trafic de fret extérieur s'est élevé à 749 000 tonnes, dont les importations ont été de 186 000 tonnes (-6,5 %) et les exportations de 563 000 tonnes (+ 1 %). 
En outre, le port de Loviisa fonctionne comme un terminal intérieur, par exemple pour le trafic de céréales. En 2018, le volume du trafic de fret intérieur a été de 46 000 tonnes.
Les caractéristiques du port sont:
| Équipement | Longueur | Profondeur |
| ---------- | -------- | ---------- |
| Quai 1     | 163,5 m  | 9,5 m      |
| Quai 2     | 114 m    | 8,0 m      |
| Quai 3     | 105 m    | 7,3 m      |
| Quai 4     | 175 m    | 9,0 m      |
| Quai 6     | 141 m    | 9,5 m      |
| Total      | 618,5 m  |            |

Le port est accessible par la route régionale 178.

## Actionnaires
Depuis le début de l'année 2017, le Port d'Helsinki acquiert 60 %  de la société Port of Loviisa qui gère le port,.
La ville de Loviisa est l’autre propriétaire du port of Loviisa avec une part de 40 %. 